# June Lockhart
June Lockhart (Nueva York, 25 de junio de 1925) es una actriz estadounidense conocida por su papel en la serie de televisión, Lassie y por su papel de Maureen Robinson en Perdidos en el espacio. También interpretó a la Dra. Janet Craig en la CBS sitcom Petticoat Junction (1968-1970). Fue nominada para dos Premios Emmy y ganadora de un Premio Tony.

## Primeros años

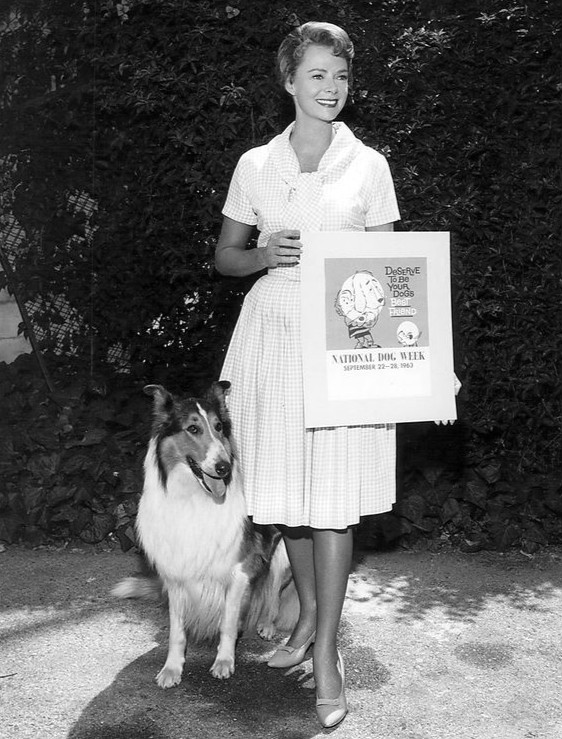
June Lockhart y Lassie (1963)

Nacida en la ciudad de Nueva York, Lockhart es hija del actor canadiense Gene Lockhart, quien saltó a la fama en Broadway en 1933 en Ah, Wilderness!, y de la actriz inglesa Kathleen Lockhart.

## Carrera

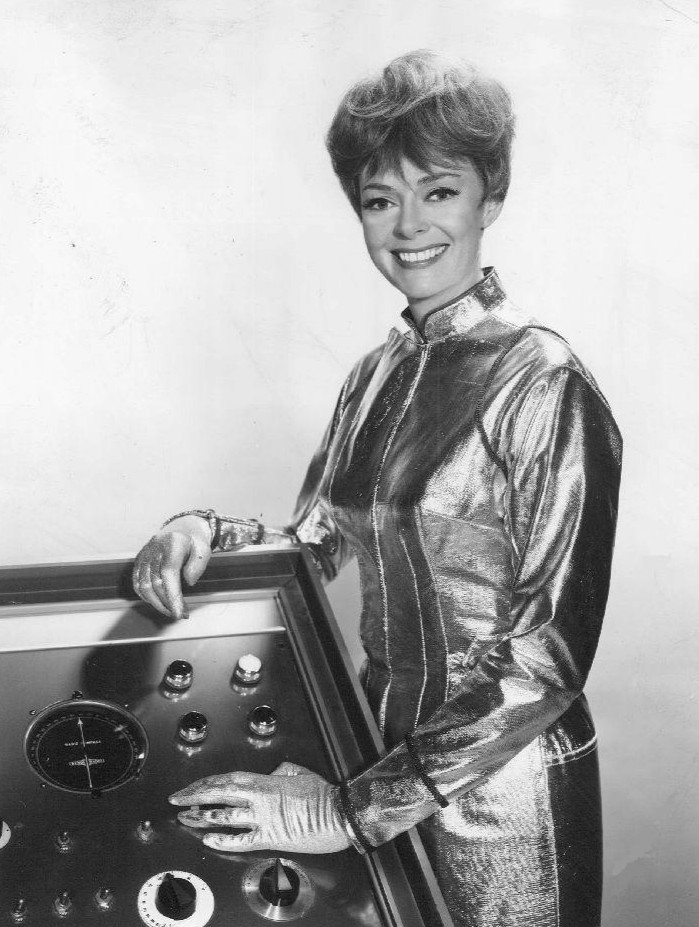
Lockhart como Maureen Robinson en Perdidos en el espacio.

Hizo su debut actuando junto a sus padres en una versión cinematográfica de Un cuento de Navidad, en 1938. También interpretó papeles secundarios en películas como Meet Me in St. Louis, Sergeant York, All This, and Heaven Too y The Yearling. 
En 1948, Lockhart ganó un premio Tony a la Mejor Interpretación por un recién llegado (una categoría que ya no existe) por su papel en Broadway en For Love or Money. En 1955, apareció en un episodio de la CBS Cita con la aventura. En esta época también hizo varias apariciones en la NBC en el drama Justicia Legal, basado en los expedientes de la Sociedad de Ayuda Legal de Nueva York. A finales de 1950 Lockhart fue estrella invitada en varios programas de televisión, en populares westerns como: Wagon Train y Cimarron City (en el episodio "Medicine Man", con Gary Merrill) en NBC y Gunsmoke, Have Gun – Will Travel y Rawhide en CBS. Uno de los trabajos más recordados en su carrera fue su interpretación de la Dra. Maureen Robinson, en Perdidos en el espacio 1965, en la cadena CBS.
El 25 de junio de 2025, Lockhart cumplió 100 años.